# Teorema de Lagrange (teoría de grupos)
En teoría de grupos, el teorema de Lagrange es un resultado importante que relaciona el orden de un grupo finito {\displaystyle G} (su número de elementos) con el orden de cualquiera de sus subgrupos. El teorema afirma que si {\displaystyle G} es un grupo finito y {\displaystyle H} es un subgrupo de {\displaystyle G}, entonces 

(1){\displaystyle |G|=|H|[G:H],\,\!}

donde {\displaystyle |G|} y {\displaystyle |H|} son el orden del grupo {\displaystyle G} y el orden del subgrupo {\displaystyle H}, en tanto que {\displaystyle [G:H]} es el índice de {\displaystyle H} en {\displaystyle G}.
El recíproco del teorema de Lagrange, en general, no se cumple, pues existen grupos de orden {\displaystyle m} que pueden no tener un subgrupo de orden {\displaystyle n} a pesar de que {\displaystyle n\mid m}. Por ejemplo, el grupo simétrico {\displaystyle A_{4}} tiene orden 12 y no tiene ningún subgrupo de orden 6. En general, los grupos no resolubles son ejemplos en los que el recíproco del teorema de Lagrange no se cumple. En cambio, el recíproco del teorema de Lagrange es siempre cierto para el caso de grupos abelianos, y por tanto lo es también para grupos cíclicos.
El teorema debe su nombre al matemático italiano Joseph-Louis de Lagrange, quien lo publicó en 1771.

## Demostración
Consideremos un grupo finito G, y un subgrupo suyo H. En G se define una relación de equivalencia {\displaystyle \sim _{H}} dada por:
{\displaystyle x\sim _{H}y\Leftrightarrow x^{-1}y\in H,~~\forall x,y\in G}
Dado que sabemos por hipótesis que G es finito, sabemos que únicamente puede existir un número finito de clases de equivalencia distintas, es decir, el índice de H en G es finito. Se puede demostrar que:
{\displaystyle gH=\{gh:h\in H,g\in G}}
es la clase de equivalencia de g para la relación {\displaystyle \sim _{H}}. Supongamos entonces que las clases de equivalencia distintas son: {\displaystyle ~g_{1}H,g_{2}H,\dots ,g_{m}H}. Dado que son distintas y son todas las posibles, G es la unión disjunta de estas clases:
{\displaystyle |G|=|g_{1}H|+|g_{2}H|+\dots +|g_{m}H|=\sum _{r=1}^{m}{|g_{r}H|},~~g_{r}\in G.}
Sea {\displaystyle H=\{h_{1},h_{2},\dots ,h_{n}\}\subseteq G}. Fijado un entero {\displaystyle 1\leq i\leq m}, de la igualdad {\displaystyle g_{i}h_{j}=g_{i}h_{l}} se deduce que {\displaystyle h_{j}=\ h_{l}}. Por tanto, los elementos de la clase {\displaystyle g_{i}H} son todos distintos, ya que:
{\displaystyle g_{i}H=\{g_{i}h_{1},\dots ,g_{i}h_{n}\}.}
Así, {\displaystyle \forall i:|g_{i}H|=|H|}, luego {\displaystyle |G|=m|H|}. Entonces, {\displaystyle |H|} divide a {\displaystyle |G|} y de hecho m es el índice {\displaystyle [G:H]}, ya que:
{\displaystyle [G:H]=i(H,G)={\frac {|G|}{|H|}}=m.}
Por lo tanto:
{\displaystyle |G|=[G:H]|H|=i(H,G)|H|}
quedando con esto demostrado el enunciado del teorema.

## Consecuencias
Considerando un elemento {\displaystyle a\in G} cualquiera, el subgrupo generado por a debe satisfacer el teorema de Lagrange. Por lo tanto, el orden de cualquier elemento de G, que coincide con el cardinal del subgrupo generado por él, divide al orden de G.
Consecuencia inmediata de lo anterior es que todo grupo {\displaystyle G} de orden primo {\displaystyle p} es cíclico, pues el orden de un elemento {\displaystyle a} de {\displaystyle G} distinto de la identidad sólo puede ser {\displaystyle p}, y así {\displaystyle a} es un generador de {\displaystyle G}.
A partir del teorema de Lagrange puede, por ejemplo, demostrarse que si {\displaystyle H,K} son subgrupos finitos de un grupo {\displaystyle G}, entonces

(2){\displaystyle |HK|={\frac {|H||K|}{|H\cap K|}}},

donde {\displaystyle HK=\{hk\mid h\in H\ \ {\mbox{y}}\ \ k\in K\}} (este conjunto puede no ser un subgrupo de {\displaystyle G}).
El teorema de Lagrange proporciona una forma interesante de demostrar que el orden del grupo simétrico {\displaystyle S_{n}} de las permutaciones de {\displaystyle n} símbolos es {\displaystyle n!}. Además, si {\displaystyle A_{n}} es el subgrupo alternante de {\displaystyle S_{n}}, entonces 

{\displaystyle |A_{n}|={\frac {|S_{n}|}{2}}={\frac {n!}{2}},}

pues {\displaystyle [S_{n}:A_{n}]=2\,\!}.

## Generalización
El teorema de Lagrange es en realidad un caso especial del hecho siguiente:
| Si {\displaystyle H} y {\displaystyle K} son dos subgrupos de un grupo {\displaystyle G}, siendo {\displaystyle K} a su vez un subgrupo de {\displaystyle H}, entonces (3){\displaystyle [G:K]=[G:H][H:K].\,\!} (fórmula de transitividad del índice) |

En este caso {\displaystyle G} y los subgrupos {\displaystyle H,K} pueden ser infinitos. Así, el teorema de Lagrange se convierte en un caso particular de este hecho, pues (1) resulta de tomar {\displaystyle K} como el subgrupo trivial de {\displaystyle G} en la ecuación (3).